# Türkisches Präsidium für Internationale Kooperation und Koordination

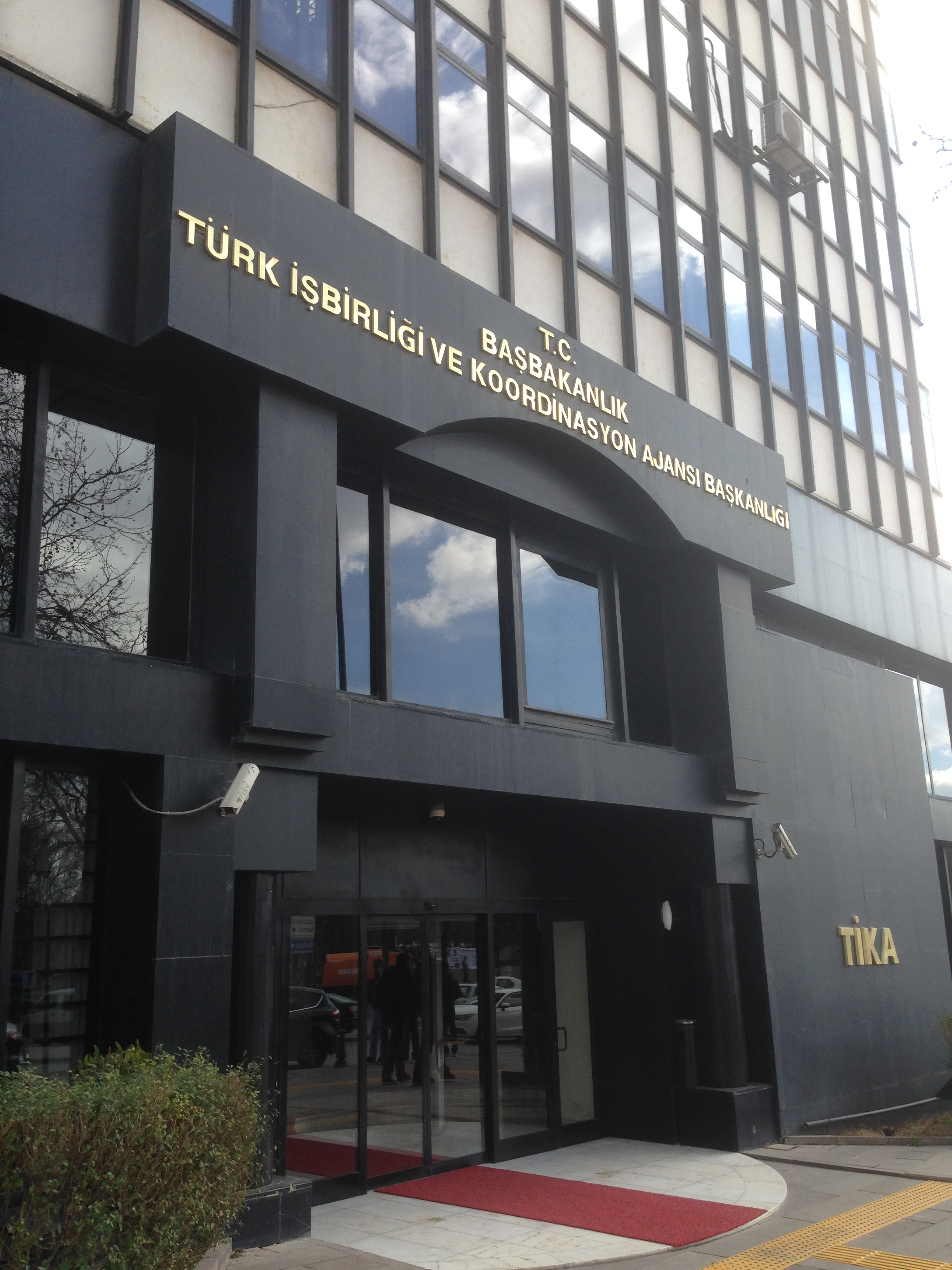
Hauptzentrale der TIKA in Ankara

Das Türkische Präsidium für Internationale Kooperation und Koordination (türkisch Türk İşbirliği ve Koordinasyon Ajansı Başkanlığı (TİKA)) ist die staatliche Entwicklungshilfeorganisation der Türkei mit Dienstsitz in Ankara. Sie ist in 150 Ländern mit 56 Auslandsvertretungen aktiv.

## Aufgaben und Tätigkeitsfelder
Der Gründungszweck ist die Koordinierung und Förderung der wirtschaftlichen, kommerziellen, sozialen und kulturellen Zusammenarbeit mit Entwicklungsländern. Ferner wird die Lehre der türkischen Sprache im Ausland unterstützt, beispielsweise das Turkologie-Projekt.

## Organisation
Das TİKA wurde im Jahre 1992 als eine Abteilung des Außenministeriums gegründet. 1999 wurde sie an das Ministerpräsidialamt angeschlossen. Seit 2018 ist das TİKA dem Ministerium für Kultur und Tourismus zugeordnet.
Am 5. Juni 2011 wurde Serdar Çam zum TİKA-Präsidenten berufen.